# Pietrabbondante
Pietrabbondante ist eine italienische Gemeinde (comune) mit 598 Einwohnern (Stand 31. Dezember 2023) in der Provinz Isernia in der Region Molise.

## Geografie
Die Gemeinde liegt etwa 20,5 Kilometer nordöstlich von Isernia. Im Nordosten begrenzt der Verrino die Gemeinde.
Die Nachbargemeinden sind Agnone, Castelverrino, Chiauci, Civitanova del Sannio, Pescolanciano und Poggio Sannita.

## Geschichte

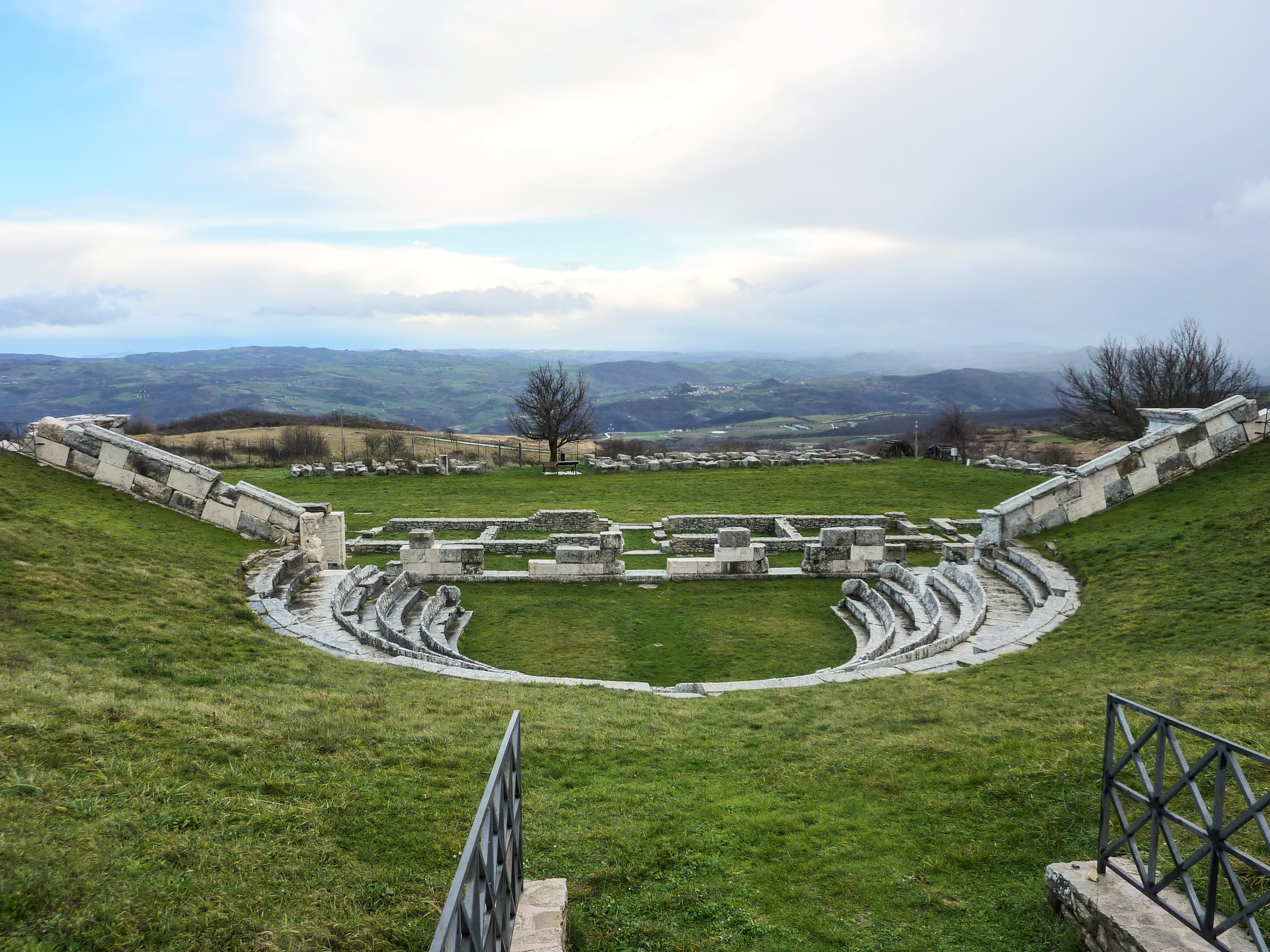
Das antike Theater von Pietrabbondante

Überreste verdeutlichen, dass die historische Stätte ein politisches und kulturelles Zentrum der samnitischen Caracener im 2. Jahrhundert v. Chr. war. Zu dieser Zeit wurden unter anderem Theateranlagen erbaut, vermutlich weil diese Lokalität als Versammlungsort für Samniten aller Himmelsrichtungen galt. Im Gegensatz zu vielen anderen Städten in Süditalien wurde Pietrabbondante nicht durch die Römer urbanisiert, die die Stadt deshalb Bovianum vetus (das alte Bovianum) nannten.